# Do You Wanna
Do You Wanna is een nummer van de Britse indierockband The Kooks uit 2008. Het is de tweede single van hun tweede studioalbum Konk.
Het nummer werd enkel een bescheiden hitje in Vlaanderen, waar het de 4e positie bereikte in de Tipparade.